# Pleurodesmatidae
Pleurodesmatidae zijn een uitgestorven familie van tweekleppigen uit de orde Myida.